# 고시엔 경찰서

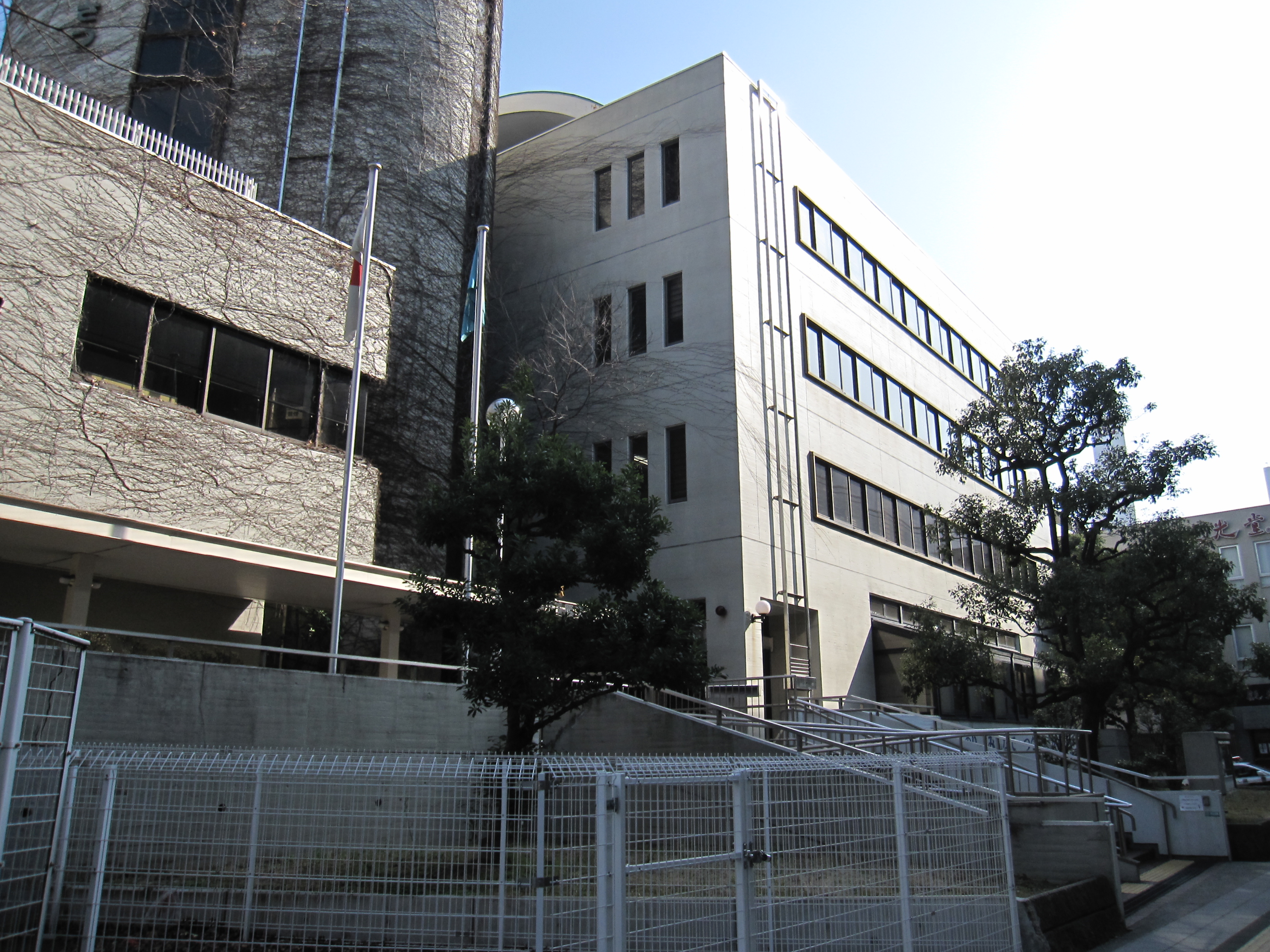
고시엔 경찰서

고시엔 경찰서(일본어: 甲子園警察署 고시엔케사쓰쇼[*])는 효고현 니시노미야시에 위치한 경찰서이다. 효고현 경찰이 관할하며, 관할 구역 내에 한신 고시엔 구장이 존재한 형태로 포함되어 있다.